# 카를 야페
카를 하인츠 야페(독일어: Carl Heinz Jaffe, 1902년 3월 21일~1974년 4월 12일)는 독일의 배우이다.

## 영화
- 더블 맨 (1967년)
- 로마의 애수 (1961년)
- 오퍼레이션 암스테르담 (1959년)
- O.S.S. (1957년)
- 아이반호 (1952년)
- 흑장미 (1950년)
- 나는 전쟁 신부 (1949년)
- 직업 군인 캔디씨 이야기 (1943년)
- 라이온 해스 윙스 (1939년)